# 犹太学

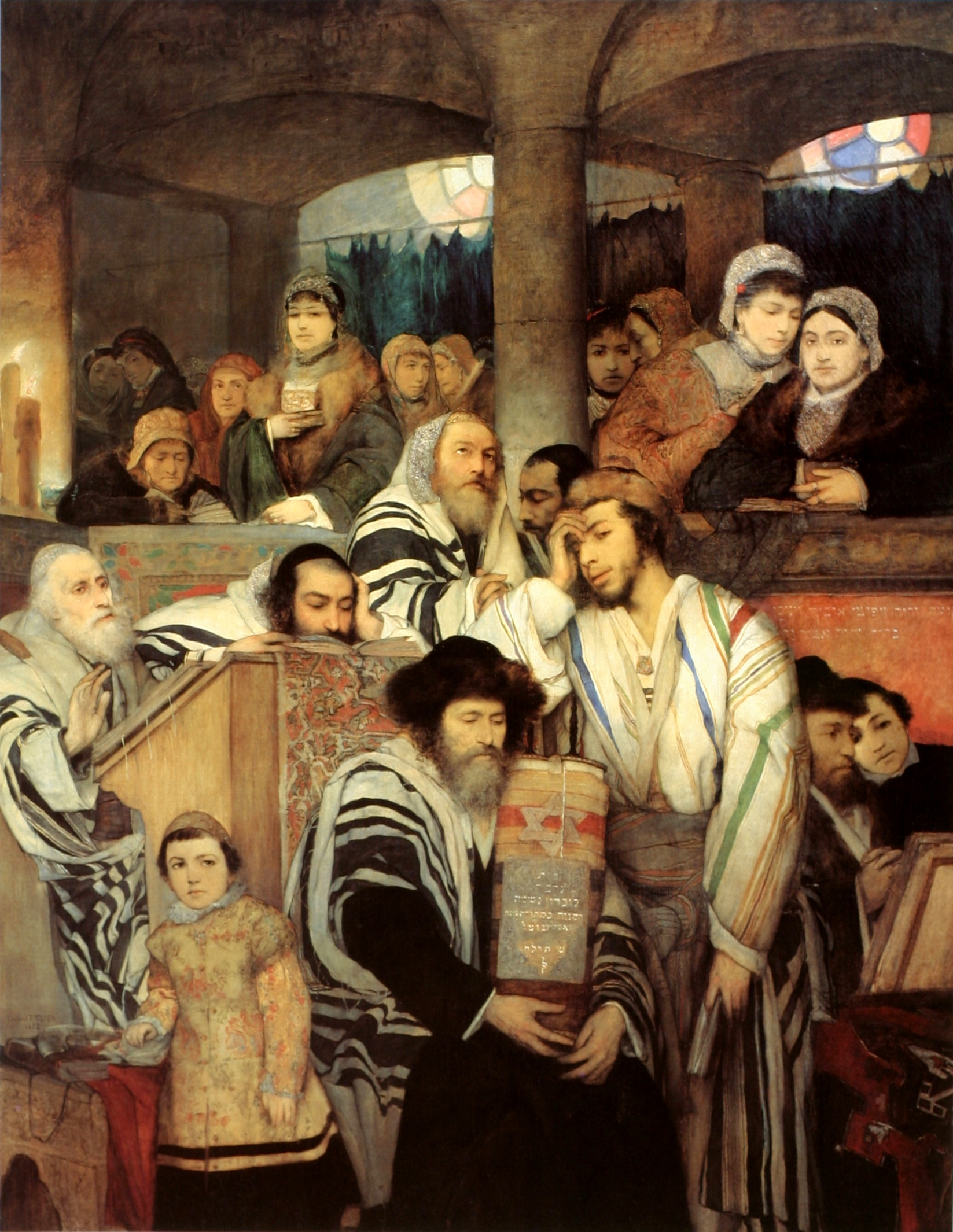
在犹太教堂祈祷的犹太人。

犹太学（英語：Jewish studies）是专门研究犹太人超过3000年的历史、宗教和文化的学科。犹太学与肇始于19世纪的犹太教学一脉相承。今天，美国及德语区的多家高校和研究机构均设有犹太学专业。

## 历史
1940年代犹太人大屠杀之后，“犹太研究(英語：Jewish Studies)”这个概念，在英美及以色列出现。犹太研究的创始人，是早年在维也纳当大学老师、后来美国哥伦比亚大学的历史学家萨洛·W.·巴伦。
类比东方学（Orientalistik）、罗曼学（Romanistik）、希伯来语学（Hebraistik）等研究地域文化的学科，第二次世界大战之后，犹太学（Judaistik）在德语区出现。1960年代，维也纳（Kurt Schubert教授）、西柏林（Jacob Taubes教授）、科隆（Johann Maier教授）和法兰克福(Arnold Goldberg教授)相继在各自大学的哲学院创立了以德语作为研究语言的犹太学系。当时，位于东柏林的柏林洪堡大学，也有类似的以色列学（德語：Israelstudien）专业。
在德语区，“犹太研究(英語：Jewish Studies)”的使用晚于“犹太学”。从学科描述来看，德国的“犹太学”和“犹太研究”在研究内容和方法上完全一致。

## 研究内容
犹太学的研究和教学，以犹太民族超过3000年的宗教和文化历史为对象。犹太学对犹太民族宗教和文化史的研究，并不将其视为外界影响的被动接受者，而是作为世界文化的主动参与者。
研究犹太学，了解犹太民族的语言是必须的，特别是希伯来语、亚拉姆语、犹太-阿拉伯语、意地绪语、拉迪诺语、猶太-波斯語和犹太-希腊语。其中，学习历史上各个时期的希伯来语，包括圣经时期、拉比时期、中世纪时期和现代，是进一步研读犹太原始文献最必不可少的先决条件。希伯来语优先的原则，从本科阶段就已经开始。在英语国家高校的本科犹太学专业，由希伯来语翻译而成的第二手资料也是专业学习的一部分。哲学学院的其他专业，比如闪米特语言文学、历史学和哲学等等，都有涉及到犹太文化的部分。但由于犹太学研究的是具体的犹太专业知识，所以在这点上和其他专业有所区分。
犹太教学侧重于哲学和文化历史学。犹太学虽然继承了犹太教学的传统，但它们之间有一个区别：犹太教学是犹太人自己对犹太宗教、历史和文化的研究，主要目的是试图在现代国家中，为他们自身的民族特质赋予新的定义；而犹太学则坚持从一个中立的角度，客观地研究犹太民族和犹太宗教。正因如此，犹太学往往被归于哲学院、历史和文化类专业，而并非神学院。犹太学并不隶属于某一宗教信仰和教派，也不会把犹太宗教、犹太民族当做单纯的宗教主体来研究。

## 现状
在德国高校，犹太学可以作为本科单专业或双专业之一（柏林、杜塞尔多夫、法兰克福、哈勒、海德堡、科隆等地），或着作为研究生阶段的一部分（杜塞尔多夫、海德堡等地）。班贝格、弗赖堡、哥廷根、美因茨和慕尼黑还有规模较小的犹太学教席。报考这些高校的犹太学专业不受宗教信仰的限制。例外是波茨坦大学犹太学专业及其挂靠研究院亚伯拉罕·盖格尔学院开设的拉比教育。
开设和研究犹太学的高校有：

### 德国
- 柏林，自由大学，犹太学院 （页面存档备份，存于）
- 杜塞尔多夫，犹太研究学院 （页面存档备份，存于）和意地绪语分院 （页面存档备份，存于）
- 法兰克福， 犹太学研讨会
- 弗莱堡，犹太学 （页面存档备份，存于）
- 哈勒-维滕贝格，犹太学/犹太研究研讨会 （页面存档备份，存于）
- 海德堡，（犹太研究高校（德语：Hochschule für Jüdische Studien））海德堡大学主页
- 科隆，马丁-布伯-犹太学学院 （页面存档备份，存于）
- 美因茨，犹太学教席
- 慕尼黑，犹太学专业[永久]
- 波茨坦，犹太研究学院[永久]
- 图宾根，犹太学院 （页面存档备份，存于）
- 埃尔福特，犹太学教席，宗教科学研究会 （页面存档备份，存于）
- 班贝格，犹太学教席 （页面存档备份，存于）

### 瑞士
- 维也纳大学, 犹太学院

### 奥地利
- 巴塞尔大学，犹太研究学院 （页面存档备份，存于）
- 卢塞恩大学，犹太-基督研究学院 (IJCF) （页面存档备份，存于）
- 伯尔尼大学，犹太学院 （页面存档备份，存于）

## 资料
- Michael Brenner，Stefan Rohrbacher，《Wissenschaft vom Judentum. Annäherungen nach dem Holocaust》，出版社：Vandenhoeck & Ruprecht, 哥廷根，2000年，ISBN 978-3-525-20807-6
- Günter Stemberger，《Einführung in die Judaistik》，出版社：C.H. Beck Verlag，慕尼黑，2002年，ISBN 3406493335
- 杂志《Journal of Ancient Judaism》，出版社：Vandenhoeck & Ruprecht，ISSN 1869-3296